# Кратко и безболезнено
„Кратко и безболезнено“ (на немски: Kurz und schmerzlos) е германски филм от 1998 година, криминален трилър на режисьора Фатих Акин по негов собствен сценарий.
Действието се развива сред имигрантските общности в Хамбург. В центъра на сюжета са трима дребни престъпници — турчин, сърбин и грък, които влизат в конфликт с албански гангстер. Главните роли се изпълняват от Мехмет Куртулуш, Александър Йованович, Адам Бусдукос.
„Кратко и безболезнено“ е дебютният пълнометражен филм на Фатих Акин е номиниран за Германски филмови награди за филм и за режисура.